# 柳麺ちゃぶ屋
柳麺ちゃぶ屋（りゅうめんちゃぶや）は、CHABUYA JAPAN株式会社が運営していた日本のラーメン店。

## 概説
1996年6月に、フランス料理人出身の森住康二が、東京都荒川区の新三河島で創業した「柳麺ちゃぶ屋」（後に文京区の護国寺に移転）などを運営。
表参道ヒルズなどにある「MIST」も運営しており、MIST香港店は「2011年版 ミシュランガイド香港・マカオ」で一つ星を獲得している。
2012年に入り裁判で訴えられることが続き、2012年4月24日に店主・社長である森住は会社が破産し店舗の営業再開ができない旨を自身のブログで発表した。

## 沿革
- 1996年 - 創業
- 2002年 - テレビ東京系「TVチャンピオン」の新行列店ラーメン選手権にて優勝

## 運営店舗
- 柳麺ちゃぶ屋
- MIST

### 別会社運営の店舗
- ちゃぶ屋とんこつらぁ麺CHABUTON - グロービート・ジャパン株式会社とそのフランチャイズ加盟店が運営。